# Oxira unica
Oxira unica är en fjärilsart som beskrevs av Plante 1994. Oxira unica ingår i släktet Oxira och familjen nattflyn. Inga underarter finns listade i Catalogue of Life.